# Gare de Saint-Cloud
Pour les articles homonymes, voir Saint-Cloud (homonymie).
Ne doit pas être confondu avec Gare du Pont de Saint-Cloud ou Saint-Cloud (métro de Paris).
La gare de Saint-Cloud est une gare ferroviaire française de la ligne de Paris-Saint-Lazare à Versailles-Rive-Droite, située dans la commune de Saint-Cloud dans le département des Hauts-de-Seine en région Île-de-France. Elle est à l'origine de la ligne de Saint-Cloud à Saint-Nom-la-Bretèche - Forêt-de-Marly.
C'est une gare de la Société nationale des chemins de fer français (SNCF) desservie par les trains de la ligne L du Transilien (réseau Paris-Saint-Lazare) ainsi que par ceux de la ligne U (La Défense - La Verrière). Elle se situe à une distance de 14,0 km de la gare de Paris-Saint-Lazare.

## Situation ferroviaire
Gare de bifurcation, elle est située au point kilométrique (PK) 14,050 de la ligne de Paris-Saint-Lazare à Versailles-Rive-Droite. Elle est également l'origine de la ligne de Saint-Cloud à Saint-Nom-la-Bretèche - Forêt-de-Marly. Son altitude est de 82 m.

## Histoire

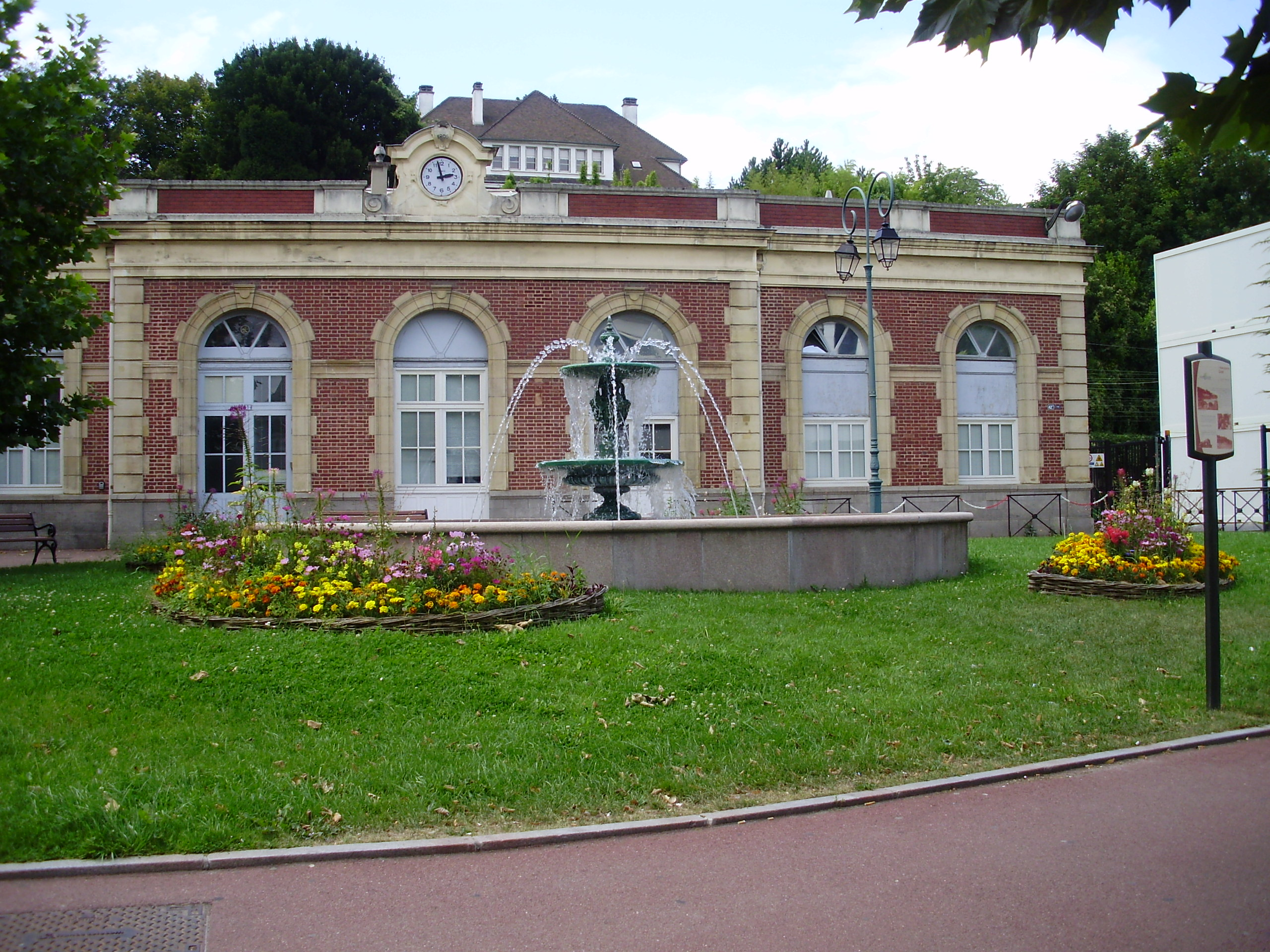
L'ancienne gare de Saint-Cloud dite « Napoléon III ».

C'est à Saint-Cloud que fut inauguré en 1839 le Chemin de fer de Paris à Versailles créé par la Compagnie des chemins de fer de l'Ouest.
Jusque vers 1930, un embranchement, long de 400 m environ, partait de la gare de Saint-Cloud pour desservir le château de Saint-Cloud.
La gare ancienne, dite « Napoléon III », située environ 130 m plus au sud, a été rebâtie en 1893 et, remaniée en 1963, et est utilisée comme bureaux. L'actuel bâtiment des voyageurs est édifié en 1976.
Le 6 juin 1983, la gare connaît un accident ferroviaire grave avec la collision en son sein de deux trains, occasionnant 135 blessés.
Des travaux de modernisation ont été réalisés en 2010 pour faciliter son accessibilité par les personnes à mobilité réduite. Ils doivent aboutir à l'installation d'ascenseurs pour accéder à chaque quai depuis la passerelle, d'un ascenseur d'accès de la rue Dailly au parvis de la gare et d'un autre ascenseur d'accès de l'avenue Pozzo-di-Borgo au parvis de la gare, qui doit, par ailleurs, être réaménagé avec une nouvelle rampe.
Le trafic montant quotidien est de 751 voyageurs en 1841, ce qui en fait la seconde gare la plus fréquentée de la ligne après Versailles-Rive-Droite, puis progresse à 1 265 par jour en 1893. Il atteint 2 518 voyageurs en 1938, 5 604 en 1973 et enfin 11 100 voyageurs par jour en 2003, ce qui place la gare en troisième position sur la ligne par son trafic, derrière La Défense et Bécon-les-Bruyères.

## Fréquentation
De 2015 à 2023, selon les estimations de la SNCF, la fréquentation annuelle de la gare s'élève aux nombres indiqués dans le tableau ci-dessous.
| Année         | 2015      | 2016      | 2017      | 2018      | 2019      | 2020      | 2021      | 2022      | 2023      |
| ------------- | --------- | --------- | --------- | --------- | --------- | --------- | --------- | --------- | --------- |
| Fréquentation | 8 611 117 | 8 462 103 | 8 758 417 | 8 878 863 | 9 074 757 | 4 434 121 | 7 302 705 | 8 275 307 | 8 306 468 |

## Service des voyageurs

### Accueil
La gare est située à mi-hauteur d'une pente très forte entre la vallée de la Seine et le plateau des Hauts-de-Seine, dans un tissu urbain dense, ce qui entraîne des difficultés aux piétons pour y accéder. L'accès inférieur est assuré par deux grands escaliers mécaniques ; l'accès par le haut (la partie la plus densément habitée de la commune) est assuré par un escalier abrupt, ainsi que par un escalier mécanique.
L'accueil des voyageurs se situe niveau supérieur par rapport aux voies. Une passerelle et un escalier permettent de rejoindre les quais. Un ascenseur est également disponible pour les personnes à mobilité réduite. Des escaliers mécaniques, dans le sens montant, ainsi que des escaliers fixes permettent de rejoindre cette passerelle de communication. Un passage souterrain permet également de changer de quais.

### Desserte

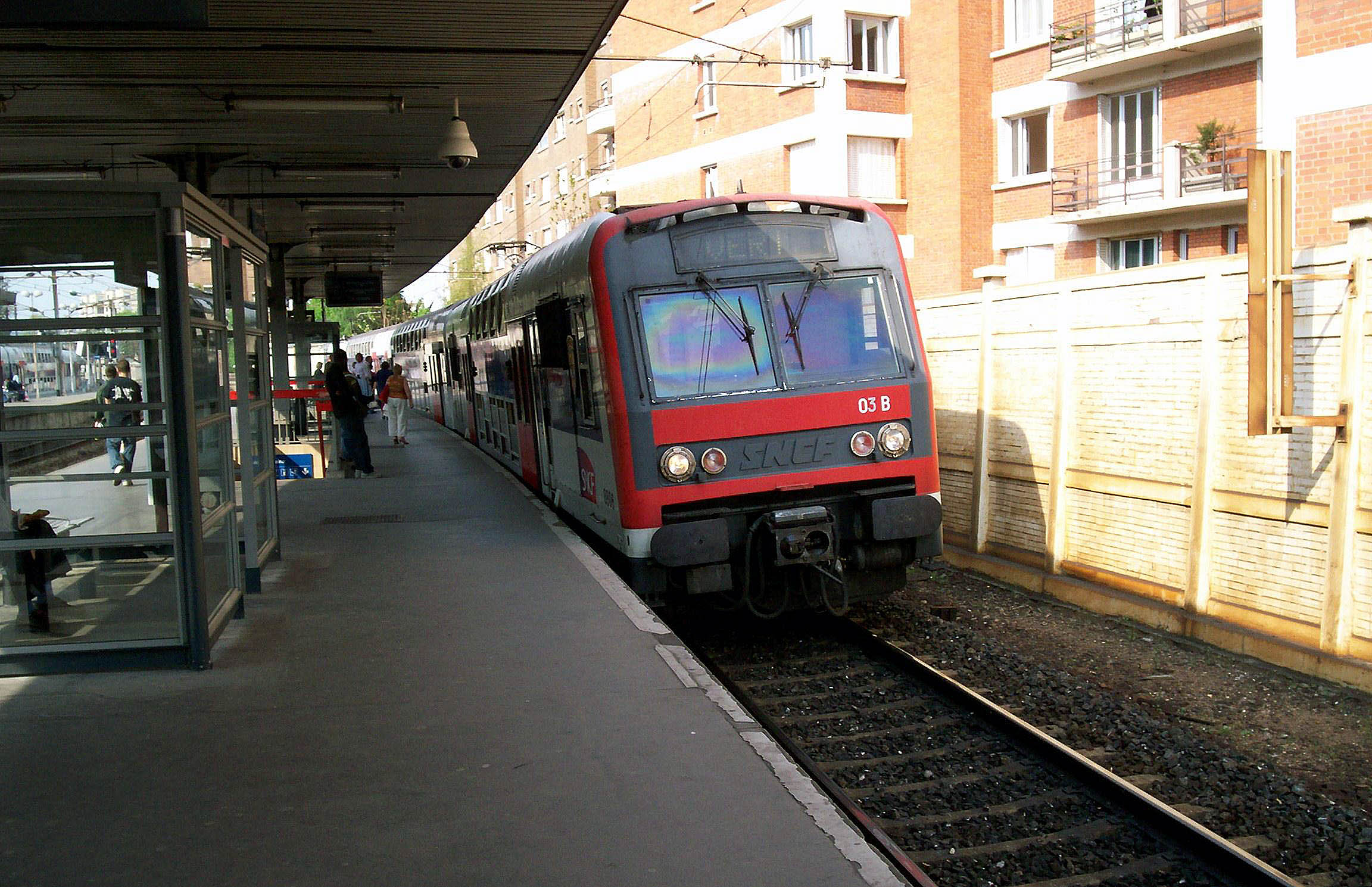
Une Z 8800 de la ligne U à quai.

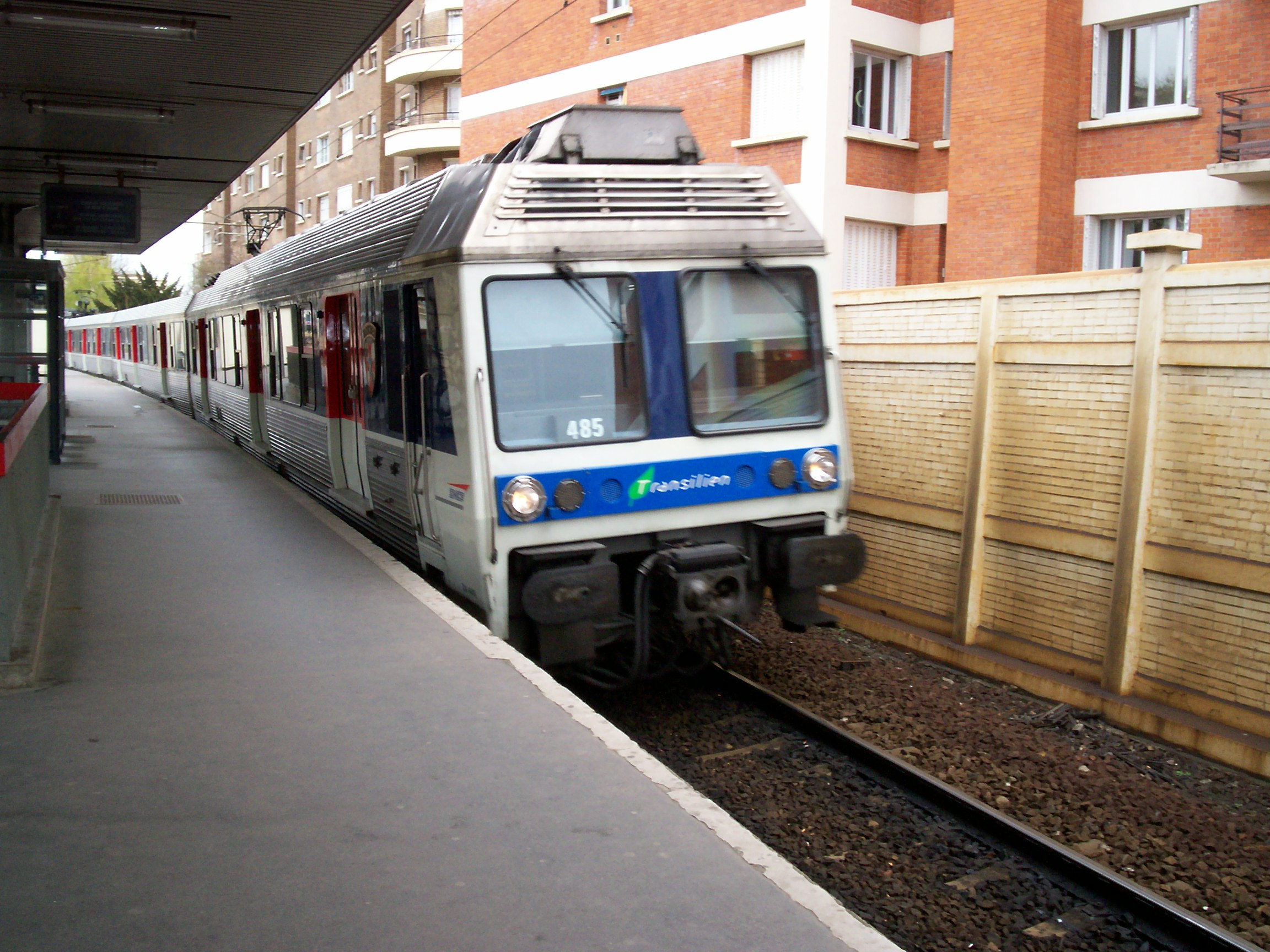
Une Z 6400 de la ligne L à quai.

Elle est desservie par les trains du réseau Paris Saint-Lazare du Transilien et les trains de la ligne U (La Verrière – La Défense).
C'est une gare de bifurcation entre les branches de Saint-Nom-la-Bretèche, d'une part, et Versailles-Rive-Droite/La Verrière, d'autre part, branches se séparant à la bifurcation du Parc de Saint-Cloud un peu plus de 700 m au sud-ouest de la gare. Les branches Versailles-Rive-Droite/La Verrière se séparent, quant à elles, 5,7 km plus loin, peu avant la gare de Viroflay-Rive-Droite.
La gare de Saint-Cloud est desservie à raison (par sens) :
- sur la ligne L, branche de Versailles-Rive-Droite, d'un train toutes les 15 minutes aux heures creuses et le week-end, d'un train toutes les 10 minutes aux heures de pointe et d'un train toutes les 30 minutes en soirée ;
- sur la branche de Saint-Nom-la-Bretèche, d'un train toutes les 15 minutes aux heures creuses et le samedi, d'un train toutes les 10 minutes aux heures de pointe et d'un train toutes les 30 minutes en soirée et le dimanche ;
- en direction de Paris-Saint-Lazare, de 8 trains par heure aux heures creuses et le samedi, de 12 trains par heure aux heures de pointe, de 6 trains par heure le dimanche et de 4 trains par heure en soirée ;
- sur la ligne U, La Défense – La Verrière, d'un train toutes les 30 minutes aux heures creuses et le week-end, d'un train toutes les 15 minutes aux heures de pointe et d'un train toutes les heures en soirée.

### Correspondances
La gare est desservie par les lignes 160, 360, 459, 467 et 471 du réseau de bus RATP, par la ligne 6246 du réseau de bus du Grand Versailles et par la ligne 7815 du réseau de bus Île-de-France Ouest.
Une correspondance avec la station du tramway T2 Parc de Saint-Cloud est également possible, à distance.

## Projets
La gare de Saint-Cloud pourrait à l'horizon 2031 offrir une correspondance avec la ligne 15 du Grand Paris Express. Architecturestudio est chargé de concevoir et de réaliser cette nouvelle gare. Les travaux ont débuté en mars 2023. Ils se poursuivent à la suite de la désignation du groupe Intencités15 pour le premier marché de conception-réalisation de la ligne 15 Ouest (Saint-Cloud à la Défense) en juillet 2023. Une installation de chantier ainsi que des sondages débutent en octobre 2023, et se poursuivent jusqu'en mars 2024,.

## Galerie de photographies

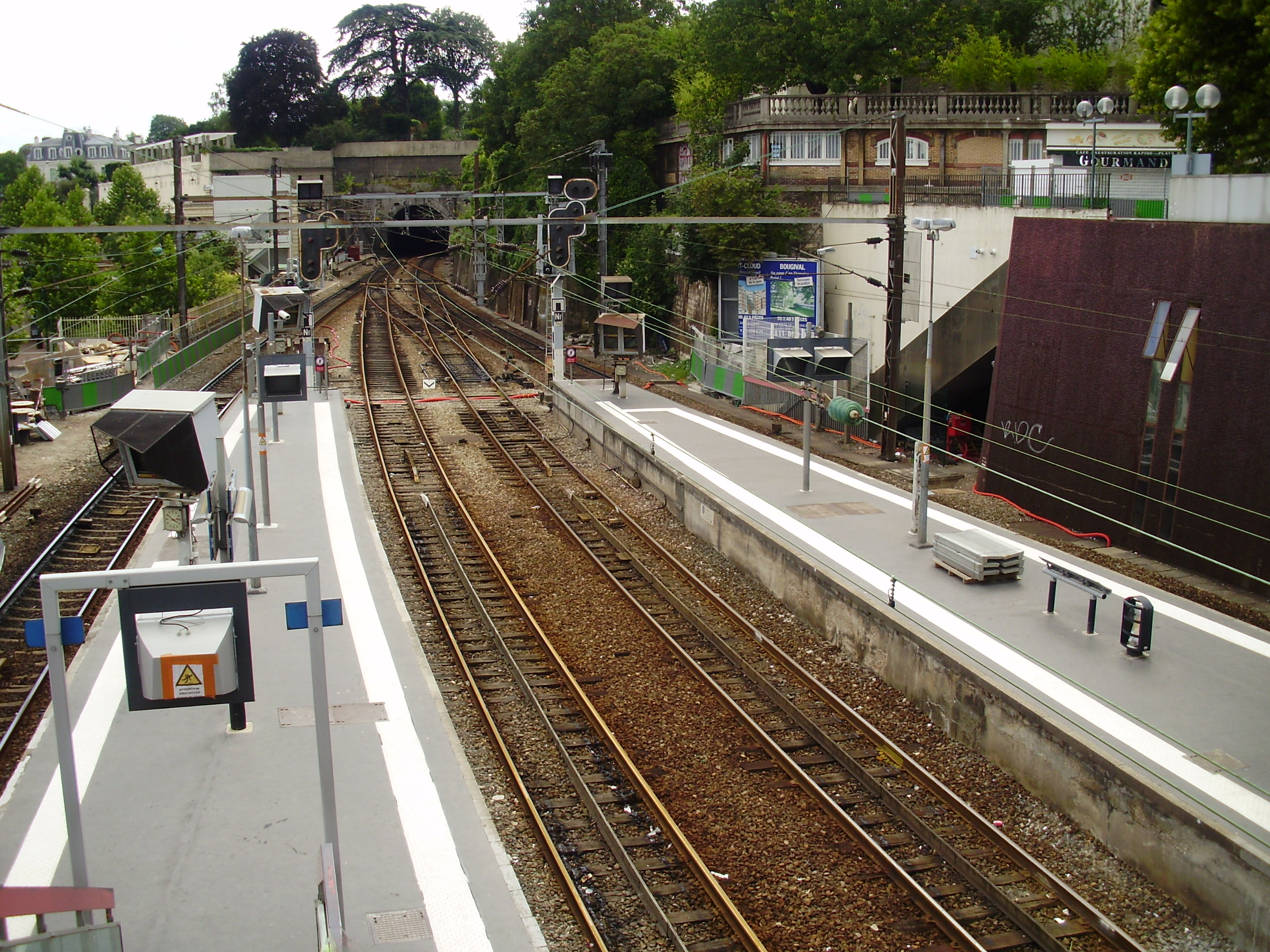
Vue des voies vers le tunnel de Montretout au sud de la gare.
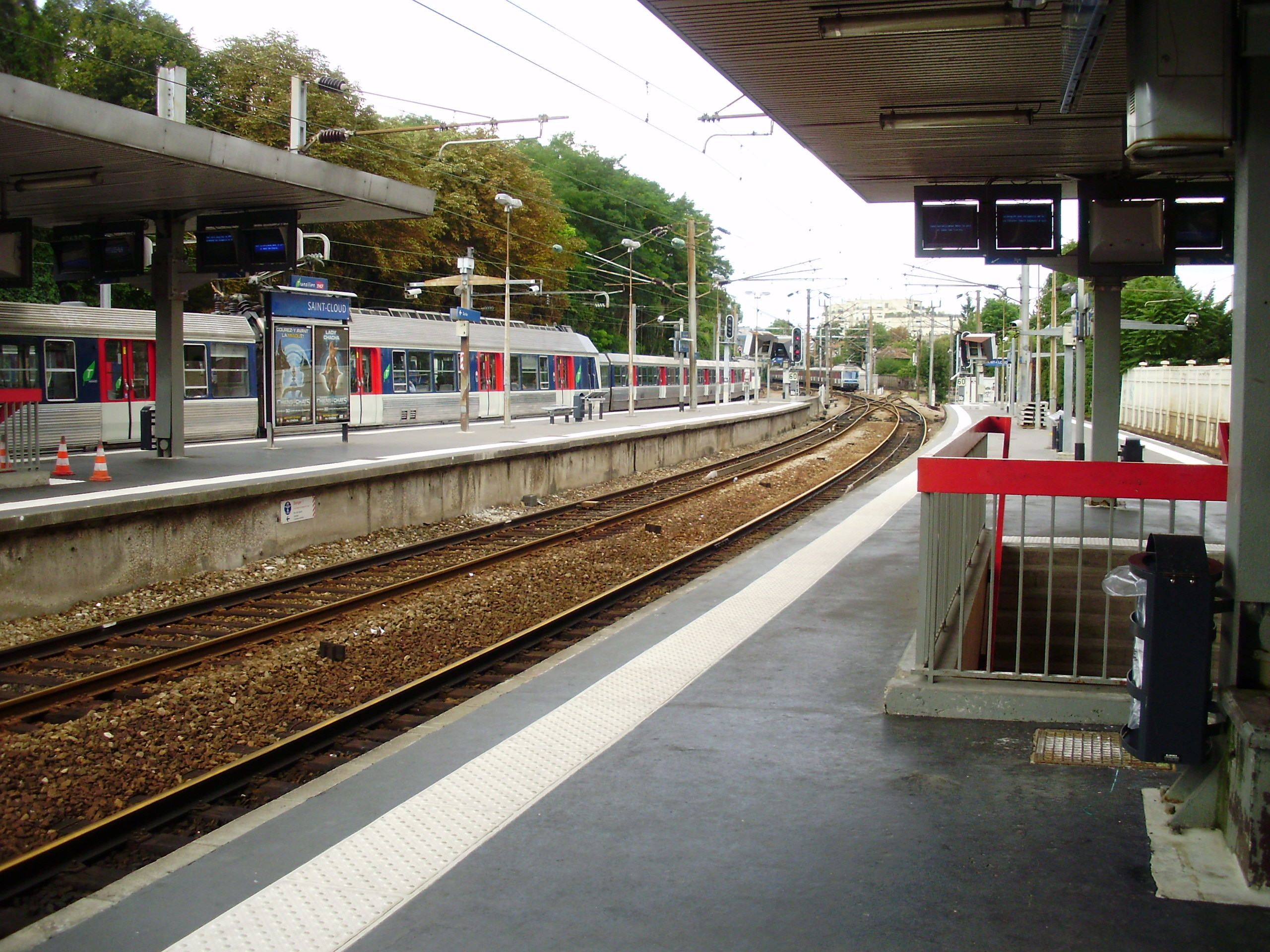
Le quai de gauche est en règle générale pour La Défense et Paris-Saint-Lazare.
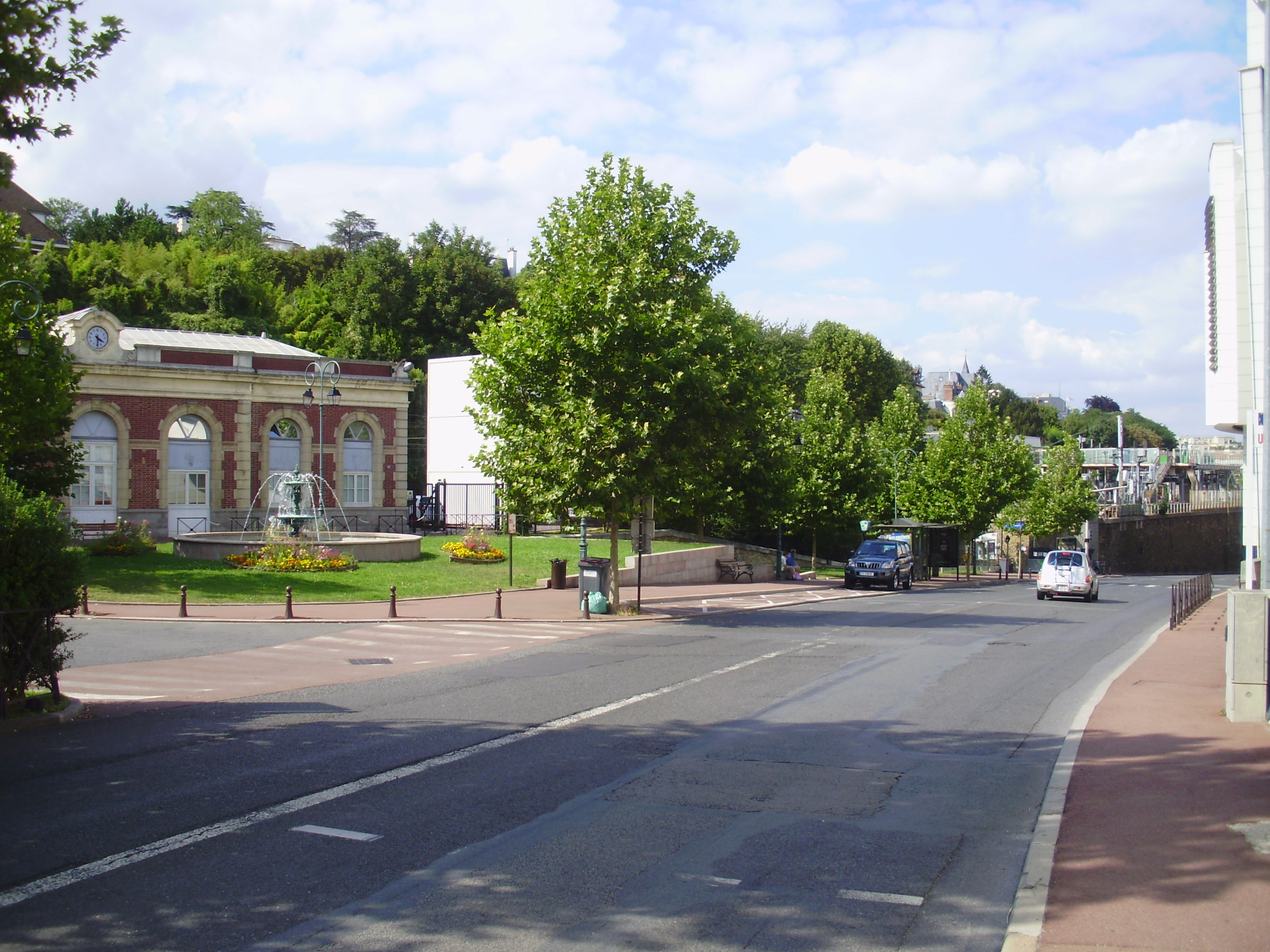
L'ancienne gare est environ à 130 m de la gare moderne à l'arrière-plan.
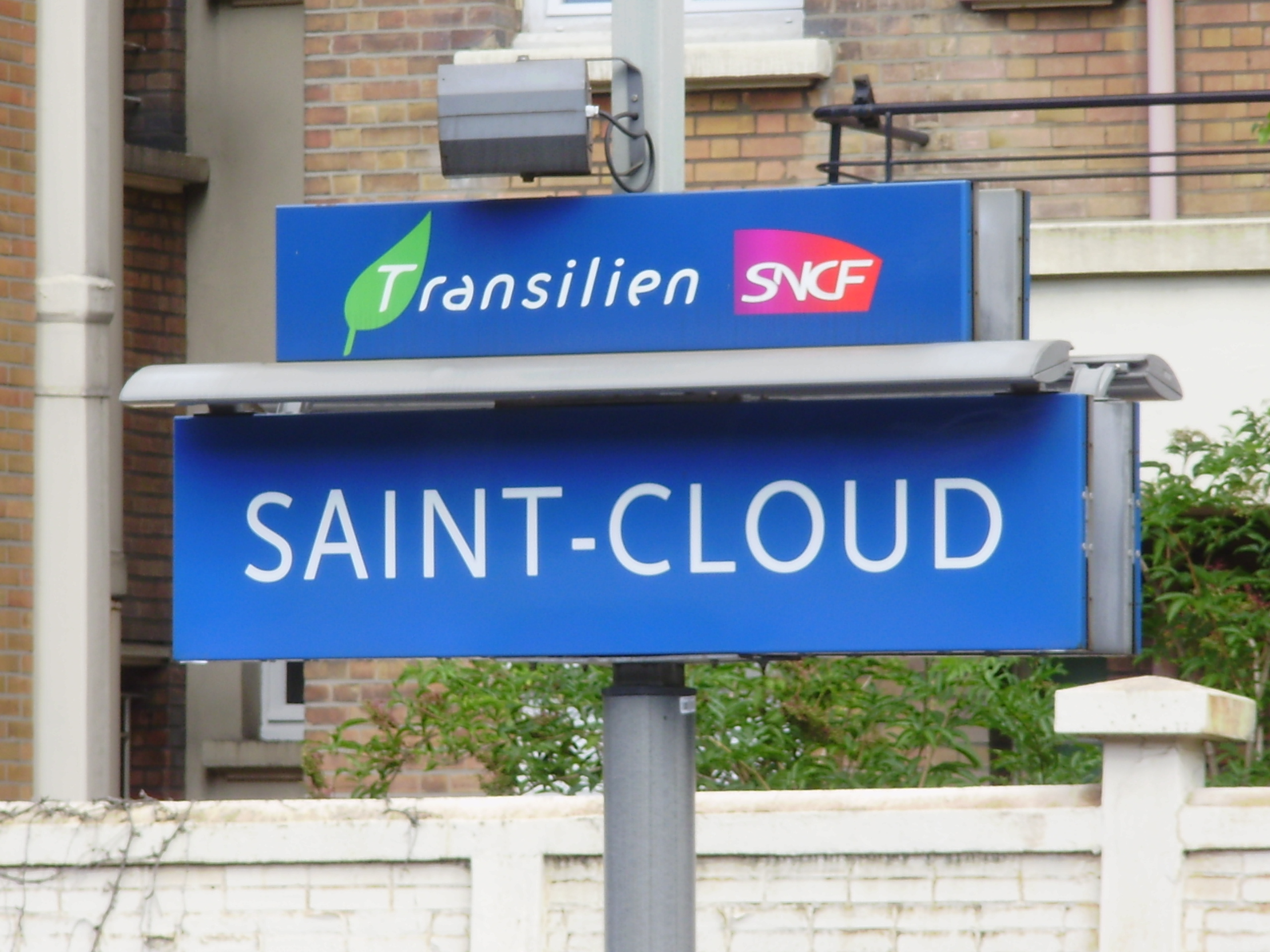
Panneau de la gare.

## Dans la peinture
- Édouard Dantan, La gare de Saint-Cloud, 1880, musée des Avelines[16].